# Et moi dans mon coin
Et moi dans mon coin (lett. in francese: E io nel mio angolo.  Il brano, tradotto in italiano con il titolo Ed io tra di voi) è un brano musicale scritto ed interpretato dal cantante franco-armeno Charles Aznavour.

## Testo e significato
La canzone di Charles Aznavour descrive la fine di un amore. Già nel primo verso, uno sconosciuto corteggia la moglie del protagonista con un semplice sguardo e, sempre nel primo versetto, si intuisce che la donna si lascia trasportare dallo sconosciuto.  (Lui te caresse / Du fond des yeux / Toi tu te laisses / Prendre à son jeu (Lui ti accarezza dal profondo dei suoi occhi e tu ti lasci prendere dal suo gioco).
Nella seconda strofa, il protagonista ci dà un quadro della situazione. Lui è solo, silenzioso e soprattutto testimone della scena e si sente a disagio e riesce a malapena a contenere la sua delusione e il suo dolore.
Nella terza strofa, l'intesa fra i due comincia gradualmente a consolidarsi: fino al punto che la donna si infastidisce per la sua presenza.
Nel quarto verso il loro corteggiamento diviene sempre più esplicito e i due si abbandonano sempre più all'amore. Mentre il protagonista è in preda alla paura di perdere il suo amore, di essere abbandonato.
Nella quinta strofa gli amanti continuano a corteggiarsi in modi sempre più liberi. Infine il protagonista interpellato per il suo stato d'animo, risponde: No, no, non è niente, Forse sono solo un po' stanco, ed ho trascorsoo un'ottima serata, si, una serata fantastica.

## Versione italiana
Il testo della canzone fu tradotto da Giorgio Calabrese e inciso da Mina nel 45 giri Io tra di voi/L'uomo della sabbia, mentre un'altra versione fu tradotta da Sergio Bardotti e incisa dallo stesso Aznavour; Iva Zanicchi nel 1971 lo pubblicò nel suo album tributo Caro Aznavour. Il brano, tra aprile e giugno del 1971, fu la sigla della 20ª edizione della trasmissione radiofonica Gran varietà, dove Aznavour era ospite fisso. Nel 1999 Franco Battiato incluse il brano nella sua raccolta Fleurs.
Una versione umoristica venne effettuata dalla coppia Sandra Mondaini e Raimondo Vianello